# Mýrarfjørður
Mýrarfjørður är en vik i Färöarna (Kungariket Danmark).   Den ligger i sýslan Suðuroyar sýsla, i den södra delen av landet, 70 km söder om huvudstaden Torshamn.